# HD 140283
أتش دي 140283، يلقب بـنجم متوشلخ، وهو نجم له كتلة 8و0 كتلة شمسية يتميز بالمعادن يبعد حوالي 190 سنة ضوئية من الأرض في كوكبة الميزان. القدر الظاهري له هو 7.2. وقد عرف علماء الفلك هذا النجم لأكثر من قرن بوصفه من خلال علم حركة النجوم، والتحليل الطيفي في وقت مبكر من قبل تشامبرلين و "ألير" وجدت أن محتواه المعدني أقل بكثير من الشمس. التحليل الطيفي الحديث وجد أن نسبة الحديد موجودة بحوالي 250 مرة أقل من الشمس. وهو واحد من أقرب النجوم المعدنية لنا.

## العمر والأهمية
لأن النجم متوشلخ HD 140283 ليس على النسق الأساسي وليس عملاق أحمر، موقعه في رسم هرتزبرونغ-راسل ويمكن تفسيره من خلال النماذج النظرية لتطور النجوم لاستنتاج عمر النجم. بالنسبة لمجال للنجوم (على العكس من النجوم في العناقيد النجمية) فمن النادر أن نعرف من درجة لمعان النجم درجة حرارة السطح وتكوينها بالدقة الكافية للحصول على قيمة ثابتة بشكل جيد بالنسبة لعمر النجم. بسبب الندرة النسبية، وهو أكثر ندرة عن النجم المعدني II نجم مثل HD 140283. إحدى الدراسات الأخيرة استعمل فيها حساس التوجيه الدقيق هابل من ناسا لقياس اختلافات المنظور الدقيق (منم خلال البعد والضياء) للنجم، حيث تم استخدام هذه المعلومات لأستنتاج عمر النجم الذي قدر ب14.46 ± 0.8 بليون سنة.

## مشكلة مع عمر الكون
بالنسبة لنجوم المجال (على عكس النجوم في العناقيد) ، من النادر معرفة لمعان النجم ودرجة حرارة سطحه وتركيبه بدقة كافية لاستنباط عمره بدقة. نظرًا لندرة هذا النوع من النجوم ، فإنه يعتبر نادرا جدًا بالنسبة لنجم من جمهرة نجوم II مثل نجم متوشلخ . استخدمت دراسة نشرت في عام 2013  مستشعرات التوجيه الدقيق لتلسكوب هابل الفضائي التابع لناسا لقياس اختلاف المنظر الدقيق ؛ وبالتالي تقدير بعده عن الأرض و شدة اللمعان . تم استخدام هذه المعلومات لتقدير عمر النجم وكانت النتيجة 0.8 ± 14.46 مليار سنة. نظرًا لعدم اليقين في القيمة، من المحتمل أن يتعارض عمر النجم هذا مع العمر المحسوب للكون كما هو محدد من نتائج المرصد الفضائي بلانك التي حُددت في عام 2018 بأن عمر الكون 0.038 ± 13.761 مليار سنة. ومع ذلك ، اقترحت النماذج الأكثر حداثة لتطورها النجمي مراجعة عمر النجم إلى 13.7 مليار سنة  أو 12 مليار سنة.
أطلق عليها اسم "نجم متوشالخ " من قبل الصحافة الشعبية نظرًا لتقدم هذا النجم في العمر ، إذا كانت افتراضات التطور النجمي صحيحة في التقرير ، فلا بد أن النجم قد تشكل بعد الانفجار العظيم [1] وهو أحد أقدم النجوم المعروفة حتى عام 2021. [6] أظهر البحث عن مثل هذه النجوم الفقيرة جدًا بالحديد أنها كلها تقريبًا شذوذ في العناقيد الكروية والهالة المجرية. يتوافق هذا مع رؤية أنهم ناجون نادرون من جيلهم. إذا كان الأمر كذلك ، فإن البيانات المرئية الواضحة لأقدم هذه الأجرام تمكننا من تحديد تاريخ مرحلة عودة التأين (وتشكل نجوم الجيل الأول) في الكون بشكل مستقل عن النظريات والأدلة الخاصة ببضعة ملايين من السنين الأولى بعد الانفجار العظيم. لم تعد معظم النجوم من الجيل الثاني II و جمهرة النجوم III قابلة للرصد. توجد نظريات تسمح بعمر أكبر للكون مما هو مقبول تقليديًا، والذي لا يزال بإمكانه استيعاب الانزياح الأحمر المرصود للأجسام المبكرة والإشعاع السابق. يخرج بعض الباحثين عن نموذج الانفجار العظيم/ ومرحلة التضخم السريع التقليدي، مثل نموذج الحالة المستقرة والنموذج الدوري للكون. حتى الآن ، لم يتم العثور على دليل حقيقي عن عمر أكبر لجسم كوني يدعو إلى التشكيك في نتيجة المرصد الفضائي بلانك.

## اهمية دراسة النجوم القديمة
تساعد دراسات النجم أيضًا علماء الفلك على فهم تاريخ الكون المبكر. تشير المعادن المنخفضة جدًا ولكن غير الصفرية للنجوم مثل HD 140283 إلى أن النجم قد تشكل من مواد موجودة في الجيل الثاني من خلق النجوم ؛ حيث يُعتقد أن محتواها من العناصر الثقيلة جاء من نجوم خالية من المعادن (نجوم جمهرة النجوم III) [أي نجوم الجيل III] ، والتي لم يتم مشاهدتها قبل ذلك. يُعتقد أن هذه النجوم الأولى [نجوم الجيل الأول] قد تشكلت من مواد موجودة بعد بضع مئات الملايين من السنين من الانفجار العظيم، ثم ماتوا في انفجارات في هيئة مستعر أعظم (سوبر نوفا) بعد بضعة ملايين من السنين فقط. الجيل II من النجوم ، والجيل الذي يُعتقد أن نجم متوشالخ  HD 140283 قد تشكل من مواد كانت موجودة، وكان لا يمكن أن يتحد ويكون نفسه حتى يبرد الغاز ، الذي يسخن من انفجارات المستعرات العظمى للنجوم السابقة. تشير هذه الفرضية الخاصة بميلاد مثل هذه النجوم وأفضل نماذجنا للكون المبكر إلى أن الوقت الذي استغرقته الغازات حتى تبرد كان على الأرجح بضع عشرات الملايين من السنين.
الاهتمام بتعيين نسب العناصر في مثل هذه النجوم الفقيرة بالمعادن يفيدنا بالكثير عن حصيلة التخليق النووي المبكر (وتكوين "المعادن" ) ، أي العناصر الأخرى الأثقل من الهيدروجين والهيليوم من المستعرات العظمى لنجوم الجيل III المنقرضة محليًا في جمهرة معينة من النجوم. قد يكون بعض من هذه الأخيرة مشاهدا بواسطة عدسات الجاذبية عند مشاهدة أعمق الصور في الكون ، مثل حقل هابل العميق الفائق (أي وجودها القصير قبل أن تتحول إلى مستعر أعظم). كما هو الحال مع النجوم HD 122563 ،و CS22892-0052 ، و CD -38 245 ، يحتوي نجم متوشالخ HD 140283 على فائض من الأكسجين وعناصر أخرى ناتجة من عمليات اندماج الهيليوم حتى الوصول إلى تكون الحديد. في حين أن نسب هذه العناصر أقل بكثير مما في الشمس ، فهي ليست منخفضة كما هو الحال بالنسبة للحديد . المعنى الضمني هو أن المجموعة الأولى من النجوم ولّدت عناصر من التحامات ألفا بشكل تفضيلي لمجموعات أخرى من العناصر ، بما في ذلك ذروة تكوين الحديد و عمليات بطيئة لامتصاص ألفا  s-process. على عكس النجوم الأخرى الفقيرة بالمعادن ، يحتوي النجم HD 140283 على نسبة قابلة للاكتشاف من الليثيوم  ، نتيجة لأن HD 140283 لم يتطور بعد إلى عملاق أحمر حتى الآن وبالتالي لم يخضع بعد لعملية التجريف الأولى.

## اقرأ أيضا
- SMSS J031300.36-670839.3 نجم
- HE 1327-2326